# 14.ª etapa de la Vuelta a España 2019
La 14.ª etapa de la Vuelta a España 2019 tuvo lugar el 7 de septiembre de 2019 entre San Vicente de la Barquera y Oviedo sobre un recorrido de 188 km y fue ganada al sprint por el irlandés Sam Bennett del Bora-Hansgrohe. El esloveno Primož Roglič mantuvo el maillot rojo un día más.

## Clasificación de la etapa
| \| Clasificación de la etapa \| Clasificación de la etapa \| Clasificación de la etapa \| Clasificación de la etapa \| Clasificación de la etapa \| \| Ciclista \| Ciclista \| Equipo \| Tiempo \| \| \| ------------------------- \| ------------------------- \| ------------------------- \| ------------------------- \| ------------------------- \| \| 1.º \| Sam Bennett \| Bora-Hansgrohe \| 4 h 28 min 46 s \| \| \| 2.º \| Maximiliano Richeze \| Deceuninck-Quick Step \| + 0 s \| \| \| 3.º \| Tosh Van der Sande \| Lotto-Soudal \| + 2 s \| \| \| 4.º \| Marc Sarreau \| Groupama-FDJ \| + 5 s \| \| \| 5.º \| Clément Venturini \| AG2R La Mondiale \| + 5 s \| \| \| 6.º \| Marc Soler \| Movistar Team \| + 5 s \| \| \| 7.º \| Jonas Koch \| CCC Team \| + 5 s \| \| \| 8.º \| John Degenkolb \| Trek-Segafredo \| + 5 s \| \| \| 9.º \| Max Walscheid \| Team Sunweb \| + 5 s \| \| \| 10.º \| Szymon Sajnok \| CCC Team \| + 5 s \| \| |                     |                       |                 |
| |                     |                       |                 |
| Fuente: ProCyclingStats |                     |                       |                 |
| Clasificación de la etapa |                     |                       |                 |
| Ciclista | Ciclista            | Equipo                | Tiempo          |
| 1.º | Sam Bennett         | Bora-Hansgrohe        | 4 h 28 min 46 s |
| 2.º | Maximiliano Richeze | Deceuninck-Quick Step | + 0 s           |
| 3.º | Tosh Van der Sande  | Lotto-Soudal          | + 2 s           |
| 4.º | Marc Sarreau        | Groupama-FDJ          | + 5 s           |
| 5.º | Clément Venturini   | AG2R La Mondiale      | + 5 s           |
| 6.º | Marc Soler          | Movistar Team         | + 5 s           |
| 7.º | Jonas Koch          | CCC Team              | + 5 s           |
| 8.º | John Degenkolb      | Trek-Segafredo        | + 5 s           |
| 9.º | Max Walscheid       | Team Sunweb           | + 5 s           |
| 10.º | Szymon Sajnok       | CCC Team              | + 5 s           |

## Clasificaciones al final de la etapa

### Clasificación general
| \| Clasificación general \| Clasificación general \| Clasificación general \| Clasificación general \| Clasificación general \| \| Ciclista \| Ciclista \| Equipo \| Tiempo \| \| \| --------------------- \| --------------------- \| -------------------------- \| --------------------- \| --------------------- \| \| 1.º \| Primož Roglič \| Team Jumbo-Visma \| 53 h 49 min 19 s \| \| \| 2.º \| Alejandro Valverde \| Movistar Team \| + 2 min 25 s \| \| \| 3.º \| Tadej Pogačar \| UAE Team Emirates \| + 3 min 01 s \| \| \| 4.º \| Miguel Ángel López \| Astana \| + 3 min 18 s \| \| \| 5.º \| Nairo Quintana \| Movistar Team \| + 3 min 33 s \| \| \| 6.º \| Rafał Majka \| Bora-Hansgrohe \| + 6 min 15 s \| \| \| 7.º \| Nicolas Edet \| Cofidis, Solutions Crédits \| + 7 min 18 s \| \| \| 8.º \| Carl Fredrik Hagen \| Lotto-Soudal \| + 7 min 33 s \| \| \| 9.º \| Wilco Kelderman \| Team Sunweb \| + 7 min 39 s \| \| \| 10.º \| Dylan Teuns \| Bahrain-Merida \| + 9 min 58 s \| \| |                    |                            |                  |
| |                    |                            |                  |
| Fuente: ProCyclingStats |                    |                            |                  |
| Clasificación general |                    |                            |                  |
| Ciclista | Ciclista           | Equipo                     | Tiempo           |
| 1.º | Primož Roglič      | Team Jumbo-Visma           | 53 h 49 min 19 s |
| 2.º | Alejandro Valverde | Movistar Team              | + 2 min 25 s     |
| 3.º | Tadej Pogačar      | UAE Team Emirates          | + 3 min 01 s     |
| 4.º | Miguel Ángel López | Astana                     | + 3 min 18 s     |
| 5.º | Nairo Quintana     | Movistar Team              | + 3 min 33 s     |
| 6.º | Rafał Majka        | Bora-Hansgrohe             | + 6 min 15 s     |
| 7.º | Nicolas Edet       | Cofidis, Solutions Crédits | + 7 min 18 s     |
| 8.º | Carl Fredrik Hagen | Lotto-Soudal               | + 7 min 33 s     |
| 9.º | Wilco Kelderman    | Team Sunweb                | + 7 min 39 s     |
| 10.º | Dylan Teuns        | Bahrain-Merida             | + 9 min 58 s     |

### Clasificación por puntos
| Clasificación por puntos | Clasificación por puntos | Clasificación por puntos | Clasificación por puntos | Clasificación por puntos |
| Ciclista                 | Ciclista                 | Equipo                   | Puntos                   |                          |
| ------------------------ | ------------------------ | ------------------------ | ------------------------ | ------------------------ |
| 1.º                      | Primož Roglič            | Team Jumbo-Visma         | 109 pts                  |                          |
| 2.º                      | Tadej Pogačar            | UAE Team Emirates        | 86 pts                   |                          |
| 3.º                      | Nairo Quintana           | Movistar Team            | 82 pts                   |                          |
| 4.º                      | Alejandro Valverde       | Movistar Team            | 75 pts                   |                          |
| 5.º                      | Sam Bennett              | Bora-Hansgrohe           | 70 pts                   |                          |
| 6.º                      | Alex Aranburu            | Caja Rural-Seguros RGA   | 52 pts                   |                          |
| 7.º                      | Miguel Ángel López       | Astana                   | 51 pts                   |                          |
| 8.º                      | Tosh Van der Sande       | Lotto-Soudal             | 44 pts                   |                          |
| 9.º                      | Marc Soler               | Movistar Team            | 42 pts                   |                          |
| 10.º                     | Pierre Latour            | AG2R La Mondiale         | 40 pts                   |                          |

### Clasificación de la montaña
| Clasificación de la montaña | Clasificación de la montaña | Clasificación de la montaña   | Clasificación de la montaña | Clasificación de la montaña |
| Ciclista                    | Ciclista                    | Equipo                        | Puntos                      |                             |
| --------------------------- | --------------------------- | ----------------------------- | --------------------------- | --------------------------- |
| 1.º                         | Ángel Madrazo               | Burgos-BH                     | 32 pts                      |                             |
| 2.º                         | Geoffrey Bouchard           | AG2R La Mondiale              | 30 pts                      |                             |
| 3.º                         | Tadej Pogačar               | UAE Team Emirates             | 25 pts                      |                             |
| 4.º                         | Alejandro Valverde          | Movistar Team                 | 22 pts                      |                             |
| 5.º                         | Sergio Luis Henao           | UAE Team Emirates             | 21 pts                      |                             |
| 6.º                         | Primož Roglič               | Team Jumbo-Visma              | 20 pts                      |                             |
| 7.º                         | Wout Poels                  | Team Ineos                    | 17 pts                      |                             |
| 8.º                         | Jesús Herrada               | Cofidis, Solutions Crédits    | 17 pts                      |                             |
| 9.º                         | Mikel Bizkarra              | Euskadi Basque Country-Murias | 16 pts                      |                             |
| 10.º                        | Jetse Bol                   | Burgos-BH                     | 11 pts                      |                             |

### Clasificación de los jóvenes
| Clasificación del mejor joven | Clasificación del mejor joven | Clasificación del mejor joven | Clasificación del mejor joven | Clasificación del mejor joven |
| Ciclista                      | Ciclista                      | Equipo                        | Tiempo                        |                               |
| ----------------------------- | ----------------------------- | ----------------------------- | ----------------------------- | ----------------------------- |
| 1.º                           | Tadej Pogačar                 | UAE Team Emirates             | 53 h 52 min 15 s              |                               |
| 2.º                           | Miguel Ángel López            | Astana                        | + 17 s                        |                               |
| 3.º                           | Sergio Higuita                | EF Education First            | + 8 min 51 s                  |                               |
| 4.º                           | James Knox                    | Deceuninck-Quick Step         | + 13 min 45 s                 |                               |
| 5.º                           | Ruben Guerreiro               | Katusha-Alpecin               | + 15 min 12 s                 |                               |
| 6.º                           | Kilian Frankiny               | Groupama-FDJ                  | + 17 min 40 s                 |                               |
| 7.º                           | Amanuel Ghebreigzabhier       | Dimension Data                | + 35 min 11 s                 |                               |
| 8.º                           | Niklas Eg                     | Trek-Segafredo                | + 35 min 38 s                 |                               |
| 9.º                           | Ben O'Connor                  | Dimension Data                | + 36 min 49 s                 |                               |
| 10.º                          | Sepp Kuss                     | Team Jumbo-Visma              | + 38 min 07 s                 |                               |

### Clasificación por equipos
| Clasificación por equipos | Clasificación por equipos     | Clasificación por equipos | Clasificación por equipos |
| Equipo                    | Equipo                        | Tiempo                    |                           |
| ------------------------- | ----------------------------- | ------------------------- | ------------------------- |
| 1.º                       | Movistar Team                 | 160 h 36 min 21 s         |                           |
| 2.º                       | Astana                        | + 25 min 51 s             |                           |
| 3.º                       | Team Jumbo-Visma              | + 43 min 44 s             |                           |
| 4.º                       | Mitchelton-Scott              | + 1 h 17 min 48 s         |                           |
| 5.º                       | AG2R La Mondiale              | + 1 h 24 min 51 s         |                           |
| 6.º                       | Trek-Segafredo                | + 1 h 48 min 20 s         |                           |
| 7.º                       | Euskadi Basque Country-Murias | + 1 h 57 min 49 s         |                           |
| 8.º                       | Bahrain-Merida                | + 2 h 00 min 30 s         |                           |
| 9.º                       | UAE Team Emirates             | + 2 h 04 min 50 s         |                           |
| 10.º                      | Cofidis, Solutions Crédits    | + 2 h 05 min 04 s         |                           |

## Abandonos
- Domingos Gonçalves, con problemas estomacales, no tomó la salida.
- Luka Mezgec, involucrado en una caída en el último kilómetro, no pudo finalizar la etapa.[2]